# Un prof pas comme les autres 3
Série
Un prof pas comme les autres 2
(2015)
Pour plus de détails, voir Fiche technique et Distribution.
Un prof pas comme les autres 3 (Fack ju Göhte 3) est une comédie allemande réalisée et scénarisée par Bora Dagtekin, sorti en 2017. 
Il fait suite à Un prof pas comme les autres (2013) et de Un prof pas comme les autres 2 (2015).

## Fiche technique
- Titre original : Fack ju Göhte 3
- Titre français : Un prof pas comme les autres 3
- Titre alternatif : Final Fack
- Réalisation : Bora Dagtekin
- Scénario : Bora Dagtekin
- Photographie : Markus Nestroy (de)
- Montage : Charles Ladmiral (de)
- Musique : Konstantin Djorkaeff Scherer
- Pays d'origine : Allemagne
- Langue originale : allemand
- Format : couleur
- Genre : comédie
- Durée : 120 minutes
- Dates de sortie :
  - Allemagne : 26 octobre 2017

## Distribution
- Elyas M'Barek (VFB : Nicolas Matthys) : Zeki Müller
- Katja Riemann (VFB : Stéphane Excoffier) : Gudrun Gerster
- Jella Haase (VFB : Élisabeth Guinand) : Chantal
- Sandra Hüller (VFB : Isabelle Roelandt) : Biggi Enzberger
- Max von der Groeben (VFB : Pierre Lognay) : Danger
- Uschi Glas (VFB : Myriam Thyrion) : Ingrid Leimbach-Knorr
- Gizem Emre (VFB : Mélissa Windal) : Zeynep
- Aram Arami (de) (VFB : Grégory Praet) : Burak
- Lucas Reiber (VFB : Emmanuel Dekoninck) : Etienne (Ploppi)
- Runa Greiner (de) (VFB : Helena Coppejans) : Meike
- Anna Lena Klenke (VFB : Marie du Bled) : Laura
- Lea van Acken : Amrei Keiser
- Jana Pallaske : Charlie
- Farid Bang : Paco
- Bernd Stegemann : Herr Gundlach
- Michael Maertens (de) : Eckhart Badebrecht
- Corinna Harfouch : Kerstin
- Julia Dietze : Angelika Wiechert
- Irm Hermann : Ploppis Oma
- Anton Petzold (de) : Justin
- Tristan Göbel : Schütte
- Rafael Koussouris (de) : Hasko
- Pamela Knaack (de) : Jackie Ackermann
- Philipp Franck (de) : Uli

Version française dirigée par Daniel Nicodème au studio Nice Fellow (Belgique), d'après une adaptation des dialogues de Vanessa Azoulay. Informations prélevées du carton du doublage français.